# Суксунчик
Суксунчик (в верховье Сандушка) — река в России, протекает по Пермскому краю. Устье реки находится в 134 км по левому берегу реки Сылва. Длина реки составляет 11 км.

## Данные водного реестра
По данным государственного водного реестра России относится к Камскому бассейновому округу, водохозяйственный участок реки — Сылва от истока и до устья, речной подбассейн реки — Кама до Куйбышевского водохранилища (без бассейнов рек Белой и Вятки). Речной бассейн реки — Кама.
Код объекта в государственном водном реестре — 10010100812111100012722.